# كأس العالم 2034
كأسُ العالمِ 2034 لكُرَةِ القَدَمِ هي البطولة الخامسة والعشرين من كأس العالم التي ينظمها الاتحاد الدولي لكرة القدم، وستُقام في المملكة العربية السعودية. وتُعتبر هذه البطولة هي الثالثة التي ستشهد مشاركة ثمانية وأربعون منتخبًا بدلاً من اِثنينِ وثلاثِين في البُطُولَة التي أُقيمَت عامَ 2022 في دولةِ قَطَر، حيث قرّرَ مجلِسُ الفيفا بالإجماع في 10 يناير 2017 في زيورخ رفع عدد المنتخبات المشاركة في هذه البُطُولة إلى 48 مُنتخباً، موزّعين على ستّ عشرةَ مجموعةً، يتأهل بطل كل مجموعة ووصيفها فقط (وعدَدُهُم الإجماليّ 32 مُنتخباً) إلى مرحلة خروج المغلوب.

## اختيار المضيف
في 4 أكتوبر 2023، أعلنت المملكة العربية السعودية نيّتها الترشح لاستضافة بطولة كأس العالم عام 2034، للمرة الأولى، وجاء في البيان الذي نشره الاتحاد السعودي لكرة القدم "بقيادة الاتحاد السعودي لكرة القدم يهدف كاس عالم 2034 إلى تقديم بطولة عالمية المستوى، وستستمد الإلهام من التحول الاجتماعي والاقتصادي المستمر في السعودية، والشغف العميق لكرة القدم في البلاد". وأضاف البيان: "يأتي العرض الأول للسعودية لاستضافة كأس العالم مدعومًا بخبرة البلاد المتنامية في استضافة أحداث كرة قدم عالمية المستوى، وخططها المستمرة للترحيب بالمشجعين في جميع أنحاء العالم، في كأس العالم للأندية 2023 وكأس آسيا 2027".
في 31 أكتوبر 2023، أصدرت منظمة فوتبول أستراليا بيانًا قالت فيه إنها قررت عدم تقديم العطاءات، وتركت المملكة العربية السعودية باعتبارها العرض الوحيد. وفي اليوم نفسه أعلن رئيس الاتحاد الدولي لكرة القدم جياني إنفانتينو عن إقامة كأس العالم 2034 في السعودية.
في 1 مارس 2024 كشفت المملكة العربية السعودية عن حملتها لاستضافة نهائيات كأس العالم 2034 وعن الهوية البصرية الخاصة بملف الترشح، والموقع الإلكتروني الرسمي لهذا الهدف فضلاً عن الشعار "معاً ننمو"، الذي قال إنه يجسد "مسيرة التحول والنمو الكبيرين التي تعيشها السعودية، باعتبارها واحدة من أسرع قصص النمو، وأكثرها تطوراً في عالم كرة القدم.
في 11 ديسمبر 2024، أعلن الاتحاد الدولي لكرة القدم (فيفا)، فوز السعودية باستضافة كأس العالم 2034،خلال اجتماع الجمعية العمومية الاستثنائية الذي عقد افتراضيًا، وستكون السعودية أول دولة في التاريخ تستضيف بمفردها النسخة الأكبر من بطولة كأس العالم، التي ستشهد مشاركة 48 منتخبًا وطنيًا في خمس مدن لاستضافة مباريات البطولة، بعد إقرار النظام الجديد للبطولة من قبل الاتحاد الدولي لكرة القدم.

## التقييم
حصل ملف استضافة المملكة العربية السعودية لكأس العالم FIFA™ 2034، على تقييم 419.8 من 500، حسب إعلان الإتحاد الدولي لكرة القدم في تاريخ 30 نوفمبر 2024 ، ويعد أعلى تقييم فني يمنحه الاتحاد الدولي عبر التاريخ لملف تم تقديمه لاستضافة بطولة العالم.
| 4 أكتوبر 2023  | الاتحاد السعودي لكرة القدم يعلن نيّته للترشح لاستضافة كأس العالم 2034.                        |
| 9 أكتوبر 2023  | الاتحاد السعودي لكرة القدم يرسل خطاب الترشح الرسمي لاستضافة كأس العالم 2034.                 |
| 31 أكتوبر 2023 | المملكة العربية السعودية أصبحت المرشحة الوحيدة لاستضافة كأس العالم 2034                      |
| 1 مارس 2024    | الاتحاد السعودي لكرة القدم يُعلن إطلاق الهويّة الرسميّة لملف التّرشّح لاستضافة كأس العالم 2034..  |
| 27 يوليو 2024  | سلّمت السعودية رسمياً ملف الترشح لاستضافة بطولة كأس العالم 2034، وذلك بالعاصمة الفرنسية باريس. |
| 11 ديسمبر 2024 | إعلان الاتحاد الدولي لكرة القدم (الفيفا) بشكلٍ رسميّ عن الدولة المستضيفة لكأس العالم 2034.     |

## الهيئة العليا لاستضافة كأس العالم

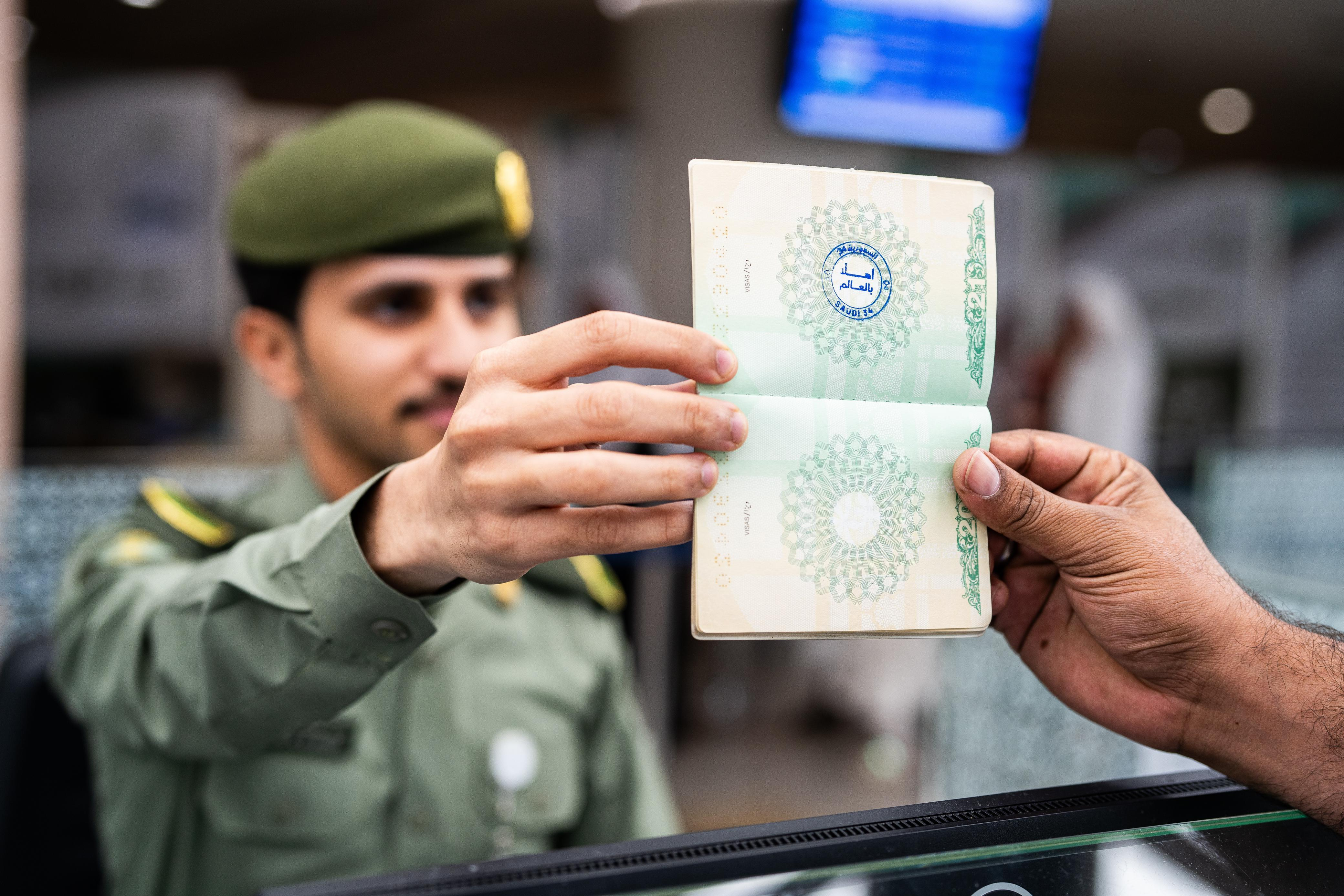
إطلاق ختم "أهلًا بالعالم" سنة 2024 بمناسبة فوز السعودية باستضافة بطولة كأس العالم 2034.

في 11 ديسمبر 2024، أعلن ولي العهد السعودي الأمير محمد بن سلمان عقب إعلان الفيفا فوز السعودية باستضافة بطولة كأس العالم 2034 لكرة القدم عن تأسيس الهيئة العليا لاستضافة كأس العالم برئاسته، تأكيداً على عزم السعودية على «تقديم نسخة استثنائية» من البطولة، خصوصاً أنها «أول دولة في التاريخ تستضيف هذا الحدث بمشاركة 48 منتخباً».
| المنصب                                             | الصورة | شاغل المنصب                 |
| -------------------------------------------------- | ------ | --------------------------- |
| رئيس مجلس الإدارة                                  |        | الأمير محمد بن سلمان        |
| وزير الرياضة                                       |        | الأمير عبد العزيز بن تركي   |
| وزير الداخلية                                      |        | الأمير عبد العزيز بن سعود   |
| وزير الثقافة                                       |        | الأمير بدر بن فرحان         |
| وزير المالية                                       |        | الأستاذ محمد الجدعان        |
| وزير الصحة                                         |        | الأستاذ فهد الجلاجل         |
| وزير السياحة                                       |        | الأستاذ أحمد الخطيب         |
| وزير النقل والخدمات اللوجستية                      |        | المهندس صالح الجاسر         |
| وزير دولة، ورئيس مجلس إدارة مركز دعم هيئات التطوير |        | المهندس إبراهيم السلطان     |
| وزير دولة، وعضو مجلس الشؤون الاقتصادية والتنمية    |        | الأستاذ محمد آل الشيخ       |
| وزير البلديات والإسكان                             |        | الأستاذ ماجد الحقيل         |
| وزير الاتصالات وتقنية المعلومات                    |        | المهندس عبد الله السواحه    |
| وزير الموارد البشرية والتنمية الاجتماعية           |        | المهندس أحمد الراجحي        |
| رئيس مجلس إدارة الاتحاد السعودي لكرة القدم         |        | الأستاذ ياسر المسحل         |
| مستشار بالديوان الملكي                             |        | الأستاذ عبد العزيز طرابزوني |
| مستشار بالديوان الملكي                             |        | الدكتور فهد تونسي           |
| رئيس مجلس إدارة الهيئة العامة للترفيه              |        | الأستاذ تركي آل الشيخ       |
| محافظ صندوق الاستثمارات العامة                     |        | الأستاذ ياسر الرميان        |

## الترشيحات

### الترشيحات المرفوضة
- أسيان[17]
- أستراليا،[18][19]  نيوزيلندا،[20]  إندونيسيا، و ماليزيا، و سنغافورة.[21]
- الصين، و هونغ كونغ، و ماكاو،[22][23]
- كازاخستان، و قرغيزستان، و أوزبكستان[24]

## الملاعب
أعلن الاتحاد الدولي لكرة القدم (الفيفا) في 31 يوليو 2024 عن المدن المستضيفة وهي: الرياض، وسيكون فيها 8 ملاعب، وأما جدة فسيكون فيها 4 ملاعب، وملعب واحد في كلٍ من: الخُبَر، نيوم، أبها.

## المنتخبات المشاركة

### التصفيات

تأهل الفريق لكأس العالم
يمكن للمنتخب التأهل
أخفق الفريق في التأهل لكأس العالم
طرد الفريق من المسابقة من قبل الفيفا قبل لعب أي مباراة
البلد ليس عضو في الفيفا

| آسيا (1) - السعودية (المضيف) · |